# كوني-أكي كويسو
كوني-أكي كويسو (باليابانية: 小磯 國昭 كوني-أكي كويسو) (22 مارس 1880 - 3 نوفمبر 1950) كان فريق أول في الجيش الإمبراطوري الياباني، والحاكم العام على كوريا، كما شغل منصب رئيس الوزراء الياباني الحادي والأربعين.